# Флаг Пензенской области
Флаг Пе́нзенской области — официальный символ Пензенской области Российской Федерации.

## 2002—2022 годы
В 2002 году был утвержден флаг, представляющий собой прямоугольное полотнище, состоящее из одной вертикальной и одной горизонтальной полос: вертикальной — зелёного (травяного), горизонтальной — жёлтого (золотого) цветов. Отношение высоты флага к его длине 1:1,6. Ширина вертикальной полосы равна 1/4 её высоты. По центру жёлтой полосы с небольшим смещением вверх и влево к древку флага располагается символическое изображение Спаса Нерукотворного. Высота изображения равна 2/3 высоты флага. Общий цвет изображения — тёмно-золотой.
Согласно описанию флага, зелёный цвет символизирует природу Пензенской области, её леса, а также плодородие, вечную жизнь и здоровье, жёлтый цвет символизирует поля, мудрость, знания, свет, богатый урожай, перспективу. Символическое изображение Спаса Нерукотворного символизирует духовность, всеединство, национальное возрождение.
Это изображение имело отступление от традиционной геральдической символики, и не было внесено в Государственный геральдический регистр Российской Федерации. По словам председателя Геральдического совета при Президенте Российской Федерации Георгия Вилинбахова, данный флаг создан вопреки геральдическим правилам, которые приняты во всём мире, в том числе в России, и закреплены на законодательном уровне.
Флаг вызвал противоречивую реакцию в обществе почти сразу после принятия; так, уже в начале 2003 года мусульмане Пензенской области выражали свой протест против него. Уже в середине 2000-х годов флаг предлагалось заменить, но рассмотрение проекта нового символа не состоялось; одной из причин этого могла стать защита прежнего флага со стороны архиепископа Филарета.

## 2022 год
15 апреля 2022 года был принят Закон Пензенской области, утвердивший новый флаг: прямоугольное полотнище из полос зелёного и жёлтого цветов с многоцветным изображением герба Пензенской области с тремя золотыми снопами, перевитыми червлёными лентами, и c лентой в основании. Ранее существовавший флаг области был утверждён в качестве Губернаторского штандарта. Новый флаг стал официальным символом Субъекта Федерации 1 июня 2022 года.